# Spider Droid
Spider Droids zijn in de serie Star Wars droids die als gevechtseenheden worden gebruikt door de Techno Union, een lid van de Separatisten.
Spider Droids - de naam zegt het al - lijken het meeste op mechanische spinnen. Ze worden bestuurd vanuit de moederschepen van de Techno Union en hebben een lasergeweer voorop hun mond zitten. Door hun vier poten kunnen Spider Droids worden ingezet op zeer moeilijk gevechtsterrein.
Anakin Skywalker, een Jedi, ontdekte tijdens een missie in de Kloonoorlogen de zwakte van een Spider Droid: het ding was zeer moeilijk te doden, maar omdat het kannon voorop zat en het ding zichzelf niet zomaar om kon draaien kon een soldaat de droid van achteren makkelijk uitschakelen. De Spider Droids zijn onder andere ingezet bij de slag om Geonosis en op de planeet van de Wookiees, Kashyyyk.
Nadat de Separatisten de Kloonoorlogen verloren hadden en kanselier Palpatine (Darth Sidious) samen met zijn dienaar Darth Vader (overgelopen Anakin Skywalker) het Galactisch keizerrijk hadden gesticht werden de meeste droids uitgeschakeld. Spider Droids bleven echter in keizerlijke dienst om oorlog te voeren op moeilijk terrein en te dienen als oefendroids en bewakers van gevangenen.